# Trường Thắng
Trường Thắng là một xã thuộc huyện Thới Lai, thành phố Cần Thơ, Việt Nam.
Xã Trường Thắng có diện tích 21,38 km², dân số năm 1999 là 11.177 người, mật độ dân số đạt 523 người/km².